# Simpatectomía
La simpatectomía torácica endoscópica bilateral es un procedimiento quirúrgico indicado para el tratamiento de la hiperhidrosis primaria en la que se secciona (corta) algunas ramas de los ganglios de la cadena del sistema simpático, ubicada en las cavidades pleurales, en paralelo a la columna vertebral, para dar solución a la hiperhidrosis primaria o sudoración excesiva de cara, manos y axilas, así como al rubor patológico.
Para ello se utilizan dos canales de trabajo axilares de menos de un centímetro cada uno. Por uno de ellos se introduce una cámara de vídeo y, por el otro, el bisturí ultrasónico con el que se realiza la sección de las ramas de los ganglios T2, T3 y T4, responsables de la hiperhidrosis primaria o sudoración excesiva de la cara, manos o axilas. El procedimiento dura menos de una hora y es bilateral, los resultados deben ser inmediatos y permanentes. A las 48 horas se puede hacer vida normal, aunque los ejercicios del tren superior no son recomendables por algunas semanas para evitar los dolores del tipo desgarro muscular. 
Algunas de sus complicaciones son el síndrome de Horner (caída parcial y transitoria de uno de los párpados) y la sudoración compensatoria en la espalda, abdomen o piernas (detrás de las rodillas o entre los muslos), por la necesidad del cuerpo de termorregularse cuando hace calor, se hacen ejercicios o se tiene fiebre. 
Esta sudoración compensatoria es severa sólo en un 1 % de los pacientes, y corresponde a personas que miden menos de 1,50 metros de estatura, están excedidas de peso, son muy musculosas, o fueron sometidas a una simpatectomía T2 (utilizada para la hiperhidrosis de la cara o el rubor facial patológico) o a una simpatectomía "larga" de T2, T3 y T4 para la hiperhidrosis de la cara, manos y axilas. 
La simpatectomía debe ser realizada por un cirujano de tórax con entrenamiento en cirugía toracoscopica, para así reducir los riesgos y complicaciones inherentes a esta intervención. 
Según estudios de la Asociación Iberoamericana de Cirugía Torácica, los pacientes operados antes del año 2000 son los que más han quedado disconformes por la técnica que se utilizaba entonces, la que ha sido modificada hasta lograr, en la actualidad, un porcentaje de satisfacción que supera el 90 %. Otro motivo de disconformidad es que esos pacientes fueron mal evaluados, esto es, no eran candidatos adecuados para realizarse una simpatectomía.